# Nicolai Reedtz
Nicolai Reedtz (Spitzname dev1ce, auch device und devve; * 8. September 1995 in Vejle) ist ein dänischer E-Sportler, der durch seine Erfolge in der Disziplin Counter-Strike: Global Offensive bekannt wurde. Er spielte bisher für Astralis und Ninjas in Pyjamas.

## Karriere
Reedtz trat im Jahr 2013 zum ersten Mal ins Counter-Strike: Global Offensive Rampenlicht, als er mit den Copenhagen Wolves einige kleinere Turniere gewann und auf dem 5. bis 8. Platz bei der DreamHack Winter 2013 landete. Zuvor hatte Reedtz bereits mit 15 Jahren das Achtelfinale auf den Copenhagen Games 2011 in der Disziplin Counter-Strike: Source erreicht. Nach einer zweimonatigen Übergangsphase, in der er für das Team über G33KZ spielte, wurde er im Februar 2014 von der britischen Organisation Team Dignitas verpflichtet. Das rein dänische Quintett, bestehend aus Reedtz, Henrik „FeTiSh“ Christensen (bis Dezember 2014), Finn „karrigan“ Andersen (seit Dezember 2014), René „cajunb“ Borg, Andreas „Xyp9x“ Højsleth und Peter „dupreeh“ Rothmann feierte unter der Flagge von Dignitas bis Anfang 2015 zahlreiche Erfolge. So konnte bereits nach einem Monat ein Halbfinaleinzug bei der EMS One Katowice 2014 und ein erster Platz bei der Fragbite Masters Season 2 errungen werden. Auf den Copenhagen Games 2014 unterlag das Team im Halbfinale den Ninjas in Pyjamas.
Nach weiteren vorderen Platzierungen, wie zum Beispiel dem Halbfinaleinzug auf der ESL One Cologne 2014 oder dem Viertelfinaleinzug auf der DreamHack Winter 2014 bestritt das Team um dev1ce im Januar 2015 sein letztes großes Turnier unter der Flagge von Dignitas, das MLG X Games Aspen Invitational, bei dem sie auf Platz drei landeten. Das Lineup wechselte geschlossen zu der amerikanischen Organisation Team SoloMid. Reedtz wurde zu dieser Zeit von hltv.org zum 20. der besten Counter-Strike Spieler 2014 gewählt. Mit TSM konnte Reedtz an seine Erfolge bei Dignitas anknüpfen und so auch die 99Damage Masters I, den Alienware Area 51 Cup #2, die Game Show CS:GO League Season 2 und die Counter Pit League gewinnen.
Ende 2015 trennten sich die fünf Dänen von TSM und spielten ohne Organisation weiter. Im Januar 2016 gründete das Team unter der Leitung von Frederik „realition“ Byskov ihre eigene Organisation namens Astralis. Im Januar wurde Reedtz von der Seite hltv.org zum drittbesten Counter-Strike Spieler 2015 gekürt und änderte kurzzeitig seinen Nickname zu devve, musste diese Änderung jedoch auf Druck der Valve Corporation wieder zurücknehmen.
Mit einer K/D-Rate von 1,22 verhalf Nicolai „dev1ce“ Reedtz entscheidend zum ersten Major-Gewinn von Astralis auf dem Eleague Major: Atlanta 2017.
Bis Ende 2019 gewann er zehn wichtige Most-Valuable-Player-Awards. Aufgrund mentaler Probleme ist er seit Ende 2021 bis Ende 2022 inaktiv gewesen. Seitdem ist er wieder mit einem Mehrjahresvertrag zurück bei Astralis und spielt seit 2023 wieder aktiv.

## Erfolge
Die folgende Tabelle zeigt die wichtigsten Erfolge von dev1ce. Da Counter-Strike in Fünferteams gespielt wird, entsprechen die dargestellten Preisgelder einem Fünftel des gewonnenen Gesamtpreisgeldes des jeweiligen Teams.
| Jahr | Platz   | Turnier                                                  | Team              | Preisgeld     |
| ---- | ------- | -------------------------------------------------------- | ----------------- | ------------- |
| 2013 | 5. – 8. | DreamHack Summer 2013                                    | Copenhagen Wolves | 010.000 SEK   |
| 2013 | 5. – 8. | DreamHack Winter 2013                                    | Copenhagen Wolves | 02.000 $      |
| 2014 | 3. – 4. | EMS One Katowice 2014                                    | Team Dignitas     | 04.400 $      |
| 2014 | 1.      | Fragbite Masters Season 2                                | Team Dignitas     | 012.000 SEK   |
| 2014 | 3. – 4. | ESL One Cologne 2014                                     | Team Dignitas     | 04.400 $      |
| 2014 | 5. – 8. | DreamHack Winter 2014                                    | Team Dignitas     | 02.000 $      |
| 2015 | 3.      | MLG X Games Aspen CS:GO 2015                             | Team Dignitas     | 01.500 $      |
| 2015 | 1.      | 99damage Masters I                                       | Team SoloMid      | 01.000 $      |
| 2015 | 5. – 8. | ESL One Katowice 2015                                    | Team SoloMid      | 02.000 $      |
| 2015 | 3.      | SLTV StarSeries Season XII                               | Team SoloMid      | 01.000 $      |
| 2015 | 2.      | Copenhagen Games 2015                                    | Team SoloMid      | 01.200 €      |
| 2015 | 1.      | CCS Finals Season 1                                      | Team SoloMid      | 08.000 $      |
| 2015 | 1.      | FaceIT League 2015 Stage 1                               | Team SoloMid      | nicht bekannt |
| 2015 | 1.      | Alienware Area 51 Cup #2                                 | Team SoloMid      | 01.400 $      |
| 2015 | 1.      | Fragbite Masters Season 4                                | Team SoloMid      | 045.000 SEK   |
| 2015 | 3.      | ESL ESEA Pro League Season 1 EU Division                 | Team SoloMid      | 03.000 $      |
| 2015 | 1.      | FaceIT League 2015 Stage 2                               | Team SoloMid      | 08.000 $      |
| 2015 | 2.      | IEM X – gamescom                                         | Team SoloMid      | 03.100 $      |
| 2015 | 1.      | Game Show CS:GO League Season 2                          | Team SoloMid      | 03.200 $      |
| 2015 | 3. – 4. | ESL One Cologne 2015                                     | Team SoloMid      | 04.400 $      |
| 2015 | 2.      | ESL ESEA Pro League Dubai Invitational 2015              | Team SoloMid      | 012.000 $     |
| 2015 | 1.      | Counter Pit League                                       | Team SoloMid      | 04.750 $      |
| 2015 | 1.      | PGL CS:GO Season 1 – Finals                              | Team SoloMid      | 08.000 $      |
| 2015 | 5. – 8. | DreamHack Cluj-Napoca 2015                               | Team SoloMid      | 02.000 $      |
| 2015 | 1.      | ESL ESEA Pro League Season 2 EU Division                 | Team SoloMid      | 03.600 $      |
| 2015 | 2.      | IEM X – San Jose                                         | Team SoloMid      | 04.500 $      |
| 2015 | 3. – 4. | FaceIT League 2015 Stage 3 auf der DreamHack Winter 2015 | Team SoloMid      | 05.000 $      |
| 2015 | 3. – 4. | ESL ESEA Pro League Season 2 Finals                      | Question Mark     | 05.000 $      |
| 2016 | 1.      | Red Dot Invitational                                     | Question Mark     | 05.000 $      |
| 2016 | 3. – 4. | DreamHack Zowie Open Leipzig 2016                        | Astralis          | 02.000 $      |
| 2016 | 3.      | Game Show Global eSports Cup Season 1                    | Astralis          | 06.000 $      |
| 2016 | 2.      | ESL Expo Barcelona CS:GO Invitational                    | Astralis          | 03.200 €      |
| 2016 | 3. – 4. | IEM X – World Championship                               | Astralis          | 05.000 $      |
| 2016 | 2.      | Counter Pit League Season 2                              | Astralis          | 03.840 $      |
| 2016 | 3. – 4. | MLG Major Championship: Columbus 2016                    | Astralis          | 014.000 $     |
| 2016 | 3. – 4. | DreamHack Summer 2016                                    | Astralis          | 02.000 $      |
| 2016 | 5. – 8. | ESL One Cologne 2016                                     | Astralis          | 07.000 $      |
| 2016 | 5. – 8. | Eleague Season 1                                         | Astralis          | 010.000 $     |
| 2016 | 5. – 8. | Star Ladder i-League StarSeries Season 2                 | Astralis          | 02.000 $      |
| 2016 | 3. – 4. | IEM XI – Oakland                                         | Astralis          | 05.800 $      |
| 2016 | 2.      | Eleague Season 2                                         | Astralis          | 028.000 $     |
| 2016 | 1.      | Esports Championship Series Season 2 – Finals            | Astralis          | 050.000 $     |
| 2017 | 1.      | Eleague Major: Atlanta 2017                              | Astralis          | 0100.000 $    |
| 2017 | 3. – 4. | DreamHack Masters Las Vegas 2017                         | Astralis          | 05.000 $      |
| 2017 | 1.      | IEM XI – World Championship                              | Astralis          | 020.800 $     |
| 2017 | 2.      | StarLadder i-League StarSeries Season 3                  | Astralis          | 010.000 $     |
| 2017 | 3. – 4. | IEM XII – Sydney                                         | Astralis          | 04.000 $      |
| 2017 | 1.      | Eleague Clash for Cash: The Rematch                      | Astralis          | 050.000 $     |
| 2017 | 3. – 4. | Esports Championship Series Season 3 – Finals            | Astralis          | 013.000 $     |
| 2017 | 3. – 4. | PGL Major: Kraków 2017                                   | Astralis          | 014.000 $     |
| 2017 | 2.      | ELEAGUE CS:GO Premier 2017                               | Astralis          | 030.000 $     |
| 2017 | 4.      | EPICENTER 2017                                           | Astralis          | 06.000 $      |
| 2018 | 3. – 4. | IEM XII – Katowice: World Championship                   | Astralis          | 08.600 $      |
| 2018 | 1.      | DreamHack Masters Marseille 2018                         | Astralis          | 020.000 $     |
| 2018 | 2.      | Intel Extreme Masters XIII - Sydney                      | Astralis          | 08.400 $      |
| 2018 | 1.      | ESL Pro League Season 7 - Finals                         | Astralis          | 050.000 $     |
| 2018 | 1.      | Esports Championship Series Season 5 - Finals            | Astralis          | 050.000 $     |
| 2018 | 1.      | Eleague CS:GO Premier 2018                               | Astralis          | 0100.000 $    |
| 2018 | 2.      | DreamHack Masters Stockholm 2018                         | Astralis          | 010.000 $     |
| 2018 | 1.      | Faceit Major: London 2018                                | Astralis          | 0100.000 $    |
| 2018 | 1.      | Blast Pro Series: Istanbul 2018                          | Astralis          | 025.000 $     |
| 2018 | 1.      | Intel Extreme Masters XIII - Chicago                     | Astralis          | 020.000 $     |
| 2018 | 1.      | Esports Championship Series Season 6 - Finals            | Astralis          | 050.000 $     |
| 2018 | 1.      | ESL Pro League Season 8 - Finals                         | Astralis          | 050.000 $     |
| 2018 | 1.      | Blast Pro Series: Lisbon 2018                            | Astralis          | 025.000 $     |
| 2019 | 1.      | IEM Major: Katowice 2019                                 | Astralis          | 0100.000 $    |
| 2019 | 1.      | Blast Pro Series: São Paulo 2019                         | Astralis          | 025.000 $     |
| 2019 | 1.      | StarLadder Major: Berlin 2019                            | Astralis          | 0100.000 $    |
| 2019 | 2.      | ESL One: New York 2019                                   | Astralis          | 08.000 $      |
| 2019 | 1.      | Intel Extreme Masters XIV - Beijing                      | Astralis          | 025.000 $     |
| 2019 | 1.      | Esports Championship Series Season 8 - Finals            | Astralis          | 045.000 $     |
| 2019 | 1.      | Blast Pro Series: Global Final 2019                      | Astralis          | 070.000 $     |
| 2020 | 3.      | ESL Pro League Season 11: Europe                         | Astralis          | 010.600 $     |
| 2020 | 1.      | ESL One ESL One: Road to Rio - Europe                    | Astralis          | 06.600 $      |
| 2020 | 1.      | Blast Premier: Fall 2020                                 | Astralis          | 017.000 $     |
| 2020 | 1.      | Intel Extreme Masters XV - Global Challenge              | Astralis          | 040.000 $     |
| 2021 | 2.      | Blast Premier: Global Final 2020                         | Astralis          | 040.000 $     |
| 2021 | 2.      | Flashpoint Season 3                                      | Ninjas in Pyjamas | 02.000 $      |
| 2021 | 1.      | Intel Extreme Masters XVI - Fall: Europe                 | Ninjas in Pyjamas | 05.500 $      |
| 2021 | 2.      | Intel Extreme Masters XVI - Winter                       | Ninjas in Pyjamas | 08.400 $      |
| 2023 | 2.      | Brazy Party                                              | Astralis          | 014.000 $     |
| 2023 | 3. – 4. | Intel Extreme Masters Cologne 2023                       | Astralis          | 016.000 $     |
| 2023 | 3. – 4. | CS Asia Championships 2023                               | Astralis          | 010.000 $     |
| 2024 | 3. – 4. | Intel Extreme Masters Chengdu 2024                       | Astralis          | 04.000 $      |
| 2024 | 3. – 4. | ESL Pro League Season 19                                 | Astralis          | 09.000 $      |
| 2024 | 3. – 4. | CCT Season 1 Global Finals                               | Astralis          | 010.000 $     |
| 2024 | 3. – 4. | YaLLa Compass 2024                                       | Astralis          | 05.600 $      |